# 五百蔵左馬進 (2代目)
五百蔵 左馬進（いおろい さまのしん）は、戦国時代から安土桃山時代にかけての武将。長宗我部氏の家臣。

## 略歴
桑名親光の次男で、初代五百蔵左馬進が戸次川の戦いで討死した後、左馬進の娘を娶り義父と同じ名を名乗った。子に、土佐の医師桑名古庵がいる。
慶長5年9月15日の関ヶ原の戦いに参加。西軍が敗れると主君長宗我部盛親に従い大坂に退却した。その後浅野家の家臣浅野良重を頼って紀伊の田辺に隠棲していたが、大坂の陣の際に盛親を慕って入城した。慶長20年5月6日に八尾の戦いで、盛親の馬前で討死した。